# Together at Home
Together at Home（別名：One World: Together at Home ）とは、世界保健機関を支援するためにGlobal Citizenが主催したバーチャルコンサート。 新型コロナウイルス感染症（COVID-19）によるソーシャル・ディスタンシングを促進することを目的として開催された。 
2020年4月18日、テレビでの全世界放送の直前に、6時間のプレイベントがオンラインストリーミング上で生中継された。 イベントは、女優・プレゼンターのジャミーラ・ジャミル （14:00 - 15:00）、俳優のマシュー・マコノヒー （15:00 - 16:00）、女優のダナイ・グリラ （16:00 - 17:00）、歌手のベッキー・G （17:00 - 18:00）、女優のラバーン・コックス （18:00 - 19:00）、俳優のドン・チードル （19:00 - 20:00）がそれぞれYouTubeを通じて司会を務め、多くの有名人が参加した。  

## コンサートの参加者
- アレックス・ガスカース[8]
- アリッサ・ホワイト＝グラズ[9]
- エイミー・リー[10]
- エイミー・シャーク[11]
- アン・マリー[12]
- アンソニー・ハミルトン[13]
- カミラ・カベロ[14]
- カーラ・モリソン[15]
- キャロライン・ヒェルト[16]
- セレステ（英語版）[14]
- チャーリー・プース[17]
- クリス・マーティン[14]
- コモン[18]
- ダーモット・ケネディ（英語版）[19]
- エリーゼ・リード[20]
- G・フリップ（英語版）[21]
- グロリア・ゲイナー[22]
- ガイ・セバスチャン（英語版）[21]
- ハ・アッシュ[19]
- H.E.R.[23]
- ジャック・ジョンソン[24]
- ジェームズ・ベイ[6]
- ジェイソン・ムラーズ[25]
- ジョン・レジェンド[26][27]
- ジョン・バティステ[28]
- ジョシュア・バセット[29]
- ジュリアン・ハフ[30]
- フアネス[10]
- KOFFEE[31]
- リンジー・スターリング[10]
- メーガン・トレイナー[32]
- ナイル・ホーラン[30]
- ノア・サイラス[33]
- Nomfusi[34]
- ワンリパブリック[30]
- ロッド・スチュワート&ルビ・スチュワート（英語版）[35]
- ルーファス・ウェインライト[36]
- シモーネ・シモンズ[37]
- スティーヴ・アオキ[14]
- ターヤ・トゥルネン[38]
- ヴァンス・ジョイ（英語版）[21]
- ウェスリー・シュルツ（英語版）[39]
- ウィズイン・テンプテーション[40]
- イヤーズ・アンド・イヤーズ[11]
- ジギー・マーリー（英語版）[41]

## テレビスペシャル
テレビスペシャルは、「One World: Together at Home」というタイトルで、Global Citizenとシンガーソングライターのレディー・ガガが共同で主催し、世界保健機関のCOVID-19連帯対応基金に寄付された。2020年4月18日(現地時間)に放送されたこの番組は、ジミー・ファロン、ジミー・キンメル、スティーブン・コルベールが司会を務めた。スペシャルは、CBS、ABC、NBC、一部のアメリカのケーブルテレビネットワーク、ストリーミングプラットフォーム、および国際放送ネットワークで同時放送された。イギリスでは、クララ・アンフォ、ダーモット・オレアリー 、クラウディア・ウィンクルマンが司会を務め、 BBC Oneで放送された。

### 音楽パフォーマンス（出演順）
イベントの前の発表ではアラニス・モリセットが出演予定だったが、出演しなかった。 なお、ジョージ・ザ・ポエット、リトル・ミックス、ラグ・アンド・ボーンマン、トム・ジョーンズは英国の放送でのみ登場した。

#### プレイベントパート
| アーティスト                                | 曲                                               | 撮影場所                    |
| ------------------------------------------- | ------------------------------------------------ | --------------------------- |
| アンドラ・デイ                              | "Rise Up"                                        | アメリカ合衆国              |
| ナイル・ホーラン                            | "Black and White"                                | アイルランド                |
| ヴィシャール・ミシュラ                      | "Aaj Bhi"                                        | インド                      |
| ソフィー・タッカー                          | "Purple Hat"                                     | アメリカ合衆国              |
| マレン・モリス ホージア                     | "The Bones"                                      | アメリカ合衆国 アイルランド |
| アダム・ランバート                          | "Mad World"                                      | アメリカ合衆国              |
| リタ・オラ                                  | "I Will Never Let You Down"                      | イギリス                    |
| Hussain Al Jasmi                            | "Bahebek Wahashteni" "Mohem Jedan"               | アラブ首長国連邦            |
| ケシャ                                      | "Rainbow"                                        | アメリカ合衆国              |
| ラン・ラン Gina Alice Redlinger             | "Four Hands"                                     | 中国 ドイツ                 |
| バーチャル・オーケストラ                    | "動物の謝肉祭" by カミーユ・サン＝サーンス       | Various                     |
| ルイス・フォンシ                            | "No Me Doy por Vencido"                          | プエルトリコ                |
| ジェニファー・ハドソン                      | "Memory"                                         | アメリカ合衆国              |
| リアム・ペイン                              | "Midnight"                                       | イギリス                    |
| Black Coffee デリラ・モンタギュー           | "Drive"                                          | 南アフリカ共和国            |
| ザ・キラーズ                                | "Mr. Brightside"                                 | アメリカ合衆国              |
| イーソン・チャン                            | "I Have Nothing"                                 | 中国                        |
| リサ・ミシュラ                              | "Sanja Ve"                                       | インド                      |
| ミルキーチャンス                            | "Stolen Dance"                                   | ドイツ                      |
| チャーリー・プース                          | "See You Again"                                  | アメリカ合衆国              |
| ジェシー・レイエズ                          | "Coffin"                                         | アメリカ合衆国              |
| Picture This                                | "Troublemaker"                                   | アイルランド                |
| ジェシー・J                                 | "Flashlight"                                     | アメリカ合衆国              |
| コモン                                      | "The Light"                                      | アメリカ合衆国              |
| ジャッキー・チュン                          | "Touch of Love"                                  | 中国                        |
| セバスチャン・ヤトラ                        | "Robarte un Beso"                                | コロンビア                  |
| ベン・プラット                              | "I Want To Hold Your Hand"                       | アメリカ合衆国              |
| デルタ・グッドレム                          | "Together We Are One"                            | オーストラリア              |
| アニー・レノックス                          | "I Saved the World Today"                        | アメリカ合衆国              |
| シェリル・クロウ                            | "I Shall Believe"                                | アメリカ合衆国              |
| フアネス                                    | "Mas Futuro Que Pasado"                          | アメリカ合衆国              |
| エリー・ゴールディング                      | "Love Me like You Do"                            | イギリス                    |
| クリスティーヌ・アンド・ザ・クイーンズ      | "People, I've Been Sad"                          | フランス                    |
| ズッケロ                                    | "Everybody's Got to Learn Sometime"              | イタリア                    |
| ジャック・ジョンソン                        | "Better Together"                                | アメリカ合衆国              |
| ケシャ                                      | "Praying"                                        | アメリカ合衆国              |
| Cassper Nyovest                             | "Malome"                                         | 南アフリカ共和国            |
| アダム・ランバート                          | "Superpower"                                     | アメリカ合衆国              |
| ソフィー・タッカー                          | "Drinkee"                                        | アメリカ合衆国              |
| フィネアス・オコネル                        | "Let's Fall in Love for the Night"               | アメリカ合衆国              |
| ザ・キラーズ                                | "Caution"                                        | アメリカ合衆国              |
| ジェス・グリン                              | "I'll Be There"                                  | イギリス                    |
| ショー・マジョジ                            | "Good Over Here"                                 | 南アフリカ共和国            |
| マイケル・ブーブレ                          | "God Only Knows"                                 | カナダ                      |
| リアム・ペイン リタ・オラ                   | "For You"                                        | イギリス                    |
| コモン                                      | "God Is Love"                                    | アメリカ合衆国              |
| クリスティーヌ・アンド・ザ・クイーンズ      | "Mountains We Met"                               | フランス                    |
| ベン・プラット                              | "Bad Habit"                                      | イギリス                    |
| Picture This                                | "Winona Ryder"                                   | アイルランド                |
| フアネス                                    | "Es Por Ti"                                      | アメリカ合衆国              |
| イーソン・チャン                            | "Love"                                           | 中国                        |
| チャーリー・プース                          | "Attention"                                      | アメリカ合衆国              |
| レスリー・オドム・Jr ニコレット・ロビンソン | "Brown Skin Girl"                                | アメリカ合衆国              |
| ビリー・レイ・サイラス                      | "Sunshine Girl"                                  | アメリカ合衆国              |
| エリー・ゴールディング                      | "Burn"                                           | イギリス                    |
| シェリル・クロウ                            | "Everyday Is a Winding Road"                     | アメリカ合衆国              |
| ホージア                                    | "Take Me to Church"                              | アイルランド                |
| アンジェル                                  | "Balance ton Quoi"                               | ベルギー                    |
| セバスチャン・ヤトラ                        | "Un Año"                                         | コロンビア                  |
| SuperM                                      | "With You"                                       | 韓国                        |
| ルイス・フォンシ                            | "Despacito"                                      | プエルトリコ                |
| ジェシー・J                                 | "Bang Bang"                                      | アメリカ合衆国              |
| レディ・アンテベラム                        | "What I'm Leaving For"                           | アメリカ合衆国              |
| アニー・レノックス ローラ・レノックス       | "There Must Be an Angel (Playing with My Heart)" | アメリカ合衆国              |
| ナイル・ホーラン                            | "Slow Hands"                                     | イギリス                    |
| ジョン・レジェンド                          | "Bigger Love"                                    | アメリカ合衆国              |
| ジェニファー・ハドソン                      | "Hallelujah!"                                    | アメリカ合衆国              |

#### コンサートパート
| アーティスト                                                                           | 歌                                          | 撮影場所                       |
| -------------------------------------------------------------------------------------- | ------------------------------------------- | ------------------------------ |
| レディー・ガガ                                                                         | "Smile"                                     | アメリカ合衆国                 |
| スティービー・ワンダー                                                                 | "Lean on Me" "Love's in Need of Love Today" | アメリカ合衆国                 |
| ポール・マッカートニー                                                                 | "Lady Madonna"                              | イギリス                       |
| ケイシー・マスグレイブス                                                               | "Rainbow"                                   | アメリカ合衆国                 |
| エルトン・ジョン                                                                       | "I'm Still Standing"                        | イギリス                       |
| ザ・ルーツ featuring ジミー・ファロン                                                  | "Safety Dance"                              | アメリカ合衆国                 |
| マルーマ                                                                               | "Carnaval"                                  | コロンビア                     |
| クリス・マーティン                                                                     | "Yellow"                                    | イギリス                       |
| ショーン・メンデス カミラ・カベロ                                                      | "What a Wonderful World"                    | アメリカ合衆国                 |
| エディ・ヴェダー                                                                       | "River Cross"                               | アメリカ合衆国                 |
| リゾ                                                                                   | "A Change Is Gonna Come"                    | アメリカ合衆国                 |
| ローリング・ストーンズ                                                                 | "You Can't Always Get What You Want"        | イギリス                       |
| キース・アーバン                                                                       | "Higher Love"                               | アメリカ合衆国                 |
| バーナ・ボーイ                                                                         | "African Giant" "Hallelujah"                | ナイジェリア                   |
| ジェニファー・ロペス                                                                   | "People"                                    | アメリカ合衆国                 |
| ジョン・レジェンド サム・スミス                                                        | "Stand by Me"                               | アメリカ合衆国 イギリス        |
| ビリー・ジョー・アームストロング                                                       | "Wake Me Up When September Ends"            | アメリカ合衆国                 |
| ビリー・アイリッシュ フィネアス・オコネル                                              | "Sunny"                                     | アメリカ合衆国                 |
| テイラー・スウィフト                                                                   | "Soon You'll Get Better"                    | アメリカ合衆国                 |
| レディー・ガガ セリーヌ・ディオン ジョン・レジェンド アンドレア・ボチェッリ ラン・ラン | "The Prayer"                                | アメリカ合衆国 カナダ イタリア |

### その他の出演者（出演順）
イベントの前の発表では、ブリジット・モイナハン、リリー・トムリン、ジェームズ・マカヴォイ、大坂なおみが出演予定だったが、出演しなかった。

#### プレイベントパート
| 出演者                       | 職業                               | 備考                                   |
| ---------------------------- | ---------------------------------- | -------------------------------------- |
| ジャミーラ・ジャミル         | 女優・司会者                       | 14:00 - 15:00の司会                    |
| ジェイソン・シーゲル         | 俳優                               |                                        |
| ハイディ・クルム             | モデル・司会者                     |                                        |
| ティム・ガン                 | ファッションコンサルタント・司会者 |                                        |
| マット・ボマー               | 俳優                               |                                        |
| ジャック・ブラック           | 俳優・ミュージシャン               |                                        |
| ティジャニ・ムハンマドバンデ | 国連総会議長                       |                                        |
| マシュー・マコノヒー         | 俳優                               | 15:00 - 16:00の司会                    |
| ジョン・レジェンド           | 歌手                               | コンサートパートでは演奏者としても出演 |
| クリッシー・テイゲン         | モデル                             |                                        |
| サラ・ジェシカ・パーカー     | 女優                               |                                        |
| エルナ・ソルベルグ           | ノルウェー首相                     |                                        |
| デビッド・ベッカム           | サッカー選手                       | コンサートパートにも出演               |
| ダナイ・グリラ               | 女優                               | 16:00 - 17:00の司会                    |
| ルイス・ハミルトン           | F1レーシングドライバー             |                                        |
| リリー・シン                 | YouTuber・テレビ司会者             |                                        |
| コニー・ブリットン           | 女優                               |                                        |
| ベッキー・G                  | 歌手                               | 17:00 - 18:00の司会                    |
| ナティ・ナターシャ           | 歌手                               |                                        |
| ババジデ・サンウォオル       | ラゴス州知事                       |                                        |
| クラウディア・シェインバウム | メキシコシティ市長                 |                                        |
| サディク・カーン             | ロンドン市長                       |                                        |
| ビル・デブラシオ             | ニューヨーク市長                   |                                        |
| グレッグ・フィッシャー       | ルイビル市長                       |                                        |
| マット・デイモン             | 俳優                               |                                        |
| アニッタ                     | 歌手                               | フアネスの紹介                         |
| ローレンス・フィッシュバーン | 俳優                               |                                        |
| ケイト・ウィンスレット       | 女優                               |                                        |
| マリオン・コティヤール       | 女優                               |                                        |
| ジェニファー・イーリー       | 女優                               |                                        |
| P.K. スバン                  | アイスホッケー選手                 |                                        |
| リンゼイ・ボン               | スキー選手                         |                                        |
| エリン・リチャーズ           | 女優                               |                                        |
| ノムザモ・ムバサ             | 女優                               | ショー・マジョジの紹介                 |
| レイン・ウィルソン           | 俳優                               |                                        |
| ラバーン・コックス           | 女優・論者                         | 18:00 - 19:00の司会                    |
| ミーガン・ラピノー           | サッカー選手                       |                                        |
| T.D.ジェイクス               | 司教・作家                         |                                        |
| アッザ・カラム               | 世界宗教者平和会議事務総長         |                                        |
| チダナンド・サラスワティ     | 宗教指導者                         |                                        |
| サタパル・シン               | レスラー・コーチ                   |                                        |
| A・R・バーナード             | 牧師                               |                                        |
| ピアース・ブロスナン         | 俳優                               |                                        |
| マイケル・ブルームバーグ     | 実業家・慈善家                     |                                        |
| サム・ヒューアン             | 俳優                               |                                        |
| リリ・ラインハート           | 女優                               |                                        |
| マルレーヌ・シアパ           | 政治家                             |                                        |
| マーサ・デルガード           | 政治家                             |                                        |
| オルガ・サンチェス・コルデロ | 政治家                             |                                        |
| ドン・チードル               | 俳優                               | 19:00 - 20:00の司会                    |
| サミュエル・L・ジャクソン    | 俳優                               |                                        |
| サイモン・コヴェニー         | 政治家                             |                                        |
| ブラウン・ストローマン       | レスラー                           |                                        |
| サーシャ・バンクス           | レスラー                           |                                        |
| エグゼビア・ウッズ           | レスラー                           |                                        |
| ベッキー・リンチ             | レスラー                           |                                        |
| ダレン・ウォーカー           | フォード財団社長                   |                                        |
| レディー・ガガ               | 歌手                               | コンサートパートでは演奏者としても出演 |

#### コンサートパート
| 有名人                              | 職業                                                               |
| ----------------------------------- | ------------------------------------------------------------------ |
| スティーヴン・コルベア              | テレビパーソナリティ                                               |
| ジミー・ファロン                    | テレビパーソナリティ                                               |
| ジミー・キンメル                    | テレビパーソナリティ                                               |
| アッシャー                          | ミュージシャン                                                     |
| アビー・カダビー                    | 「セサミストリート」の登場人物(演者: レスリー・カラーラ・ルドルフ) |
| ヴィクトリア・ベッカム              | ファッションデザイナー・歌手                                       |
| ヘンリー・ゴールディング            | 俳優                                                               |
| エレン・デジェネレス                | コメディアン・テレビ司会者                                         |
| サバンナ・ガスリー                  | 「Today」の司会者                                                  |
| ホダ・コット                        | 「Today」の司会者                                                  |
| エイミー・ポーラー                  | 女優                                                               |
| ビヨンセ                            | 歌手                                                               |
| テドロス・アドハノム                | WHO事務局長                                                        |
| LL・クール・J                       | ラッパー・俳優                                                     |
| シャー・ルク・カーン                | 俳優                                                               |
| ノラ・オドネル                      | テレビジャーナリスト                                               |
| アリシア・キーズ                    | 歌手                                                               |
| アントニオ・グテレース              | 国連事務総長                                                       |
| ローラ・ブッシュ                    | アメリカ合衆国の元ファーストレディ                                 |
| ミシェル・オバマ                    | アメリカ合衆国の元ファーストレディ                                 |
| レスター・ホルト                    | 「NBC Nightly News」、「Dateline NBC」の司会                       |
| メリンダ・ゲイツ ビル・ゲイツ       | 慈善家・マイクロソフト元会長                                       |
| デビッド・ホー                      | 医師                                                               |
| オプラ・ウィンフリー                | テレビ司会者                                                       |
| オークワフィナ                      | 女優                                                               |
| ジェームス・ロングマン              | ジャーナリスト                                                     |
| J・バルヴィン                       | 歌手                                                               |
| プリヤンカー・チョープラー          | 女優                                                               |
| ケリー・ワシントン                  | 女優                                                               |
| イドリス・エルバ サブリナ・ドゥーレ | 俳優                                                               |
| ガイル・キング                      | 放送ジャーナリスト                                                 |
| デボラ・ロバーツ                    | テレビジャーナリスト                                               |
| アミナ・J・モハメド                 | 国連副事務総長                                                     |
| スポンジボブ・スクエアパンツ        | 「スポンジ・ボブ」の登場人物(演者: トム・ケニー)                   |
| ファレル・ウィリアムス              | 歌手                                                               |
| ルピタ・ニョンゴ                    | 女優                                                               |
| オスカー・ザ・グラウチ              | 「セサミストリート」の登場人物(演者: エリック・ジェイコブソン)     |

### 放送
テレビスペシャルは、米国のNBC、ABC、CBS、CW、スペイン語のテレビネットワークであるUnivisión、バイアコムCBS(BET、BET Her、CMT、コメディ・セントラル、Logo TV、MTV、MTV2、MTV Classic、MTV Live、Nick at Nite、パラマウント・ネットワーク、Pop、Tr3s、TV Land、VH1)、NBCユニバーサル(Bravo、E!、MSNBC、NBCSN、Syfy、Universo、USAネットワーク)、ウォルト・ディズニー・テレビジョン(フリーフォーム、ナショナルジオグラフィック)、Katz Broadcasting(Bounce TV、Laff)、ブルームバーグテレビジョン、AXS TV、iHeartMediaが同時放送に参加した。 
イギリスでは、BBCが4月19日19:15(現地時間)からBBC Oneで放送された。BBCラジオのパーソナリティであるクララ・アンフォ、クラウディア・ウィンクルマン、ダーモット・オレアリーが出演した。Twofourが制作し、コンサートパートに加えて、リトル・ミックスや第一線の労働者へのインタビューなど独自の企画も放送された。
日本では、フジテレビが放送権を獲得し、4月19日9:00 - 11:00にFOD、フジテレビNEXT ライブ・プレミアムにて字幕・通訳なしの英語版を無料で生放送・生配信され、4月20日1:30 - 3:40(4月19日深夜)にフジテレビ(関東ローカル)、FOD、フジテレビONE スポーツ・バラエティにて字幕版をノーCMで無料放送・配信された。また、字幕版では、冒頭、現地放送版でのCM間、最後に三田友梨佳(フジテレビアナウンサー)と自宅にいる松任谷正隆によるトークが挟まれ、ニューヨークにいる記者の中川真理子による現地レポートが放送された。

#### 世界の放送局一覧
- アフリカ: BET、コメディ・セントラル、MTV Africa、MTV Base、Vuzu[48]
- アルバニア: RTSH 2[52]
- アルゼンチン: テレフェ[46]、コメディ・セントラル、MTV、MTV Hits、Paramount Channel、VH1、VH1 HD、VH1 MegaHits、TNT、AXN、Sony Channel、ナショナルジオグラフィック
- オーストラリア: Network 10、Seven Network、Nine Network、ナショナルジオグラフィック、MTV Australia、E!、beIN Sports[46]
- オーストリア: コメディ・セントラル
- ベルギー: Eén、Q2[48]、MTV
- ボリビア: TNT
- ブラジル: Rede Globo、Multishow[48]、コメディ・セントラル、MTV、Paramount Channel、VH1 HD、VH1 MegaHits、TNT、AXN、Sony Channel
- ブルガリア: Nova
- カンボジア: BeIN Sports
- カナダ: CTV、CTV 2、Citytv、Global、CBC、Ici Radio-Canada Télé、ABC Spark、CP24、Much、MTV、ナショナルジオグラフィック、TSN、Vrak、iHeartRadio Canada、Kiss Radio、Virgin Radio、CBC Music[48][53]
- カリブ諸島: Digicel[48]、TNT
- 中央アメリカ: TNT、AXN、Sony Channel
- チリ: Chilevisión、TNT、AXN、Sony Channel
- コロンビア: Caracol Televisión[48]、コメディ・セントラル、MTV、MTV Hits、Paramount Channel、VH1 HD、VH1 MegaHits、TNT、AXN、Sony Channel
- チェコ: Prima Comedy Central
- デンマーク: TV 2[48]、VH1、Paramount Network
- 東ティモール: beIN Sports
- エクアドル: TNT
- ヨーロッパ: MTV、VH1、VH1 Classic
- フィンランド: Yle TV2、Yle Areena、Paramount Network
- フランス: France 2、France 4、beIN Sports、BET、CStar、MTV、MTV Hits、W9、France Inter、RTL2[48][54]
- ドイツ: ZDFneo、RTL、MTV、コメディ・セントラル
- 香港: Joox、TVB Finance & Information Channel、Hong Kong International Business Channel、beIN Sports
- ハンガリー: RTL Spike、MTV、コメディ・セントラル[55]
- インド: AXN、Colors Infinity、コメディ・セントラル、Sony Liv、Sony Pix、VH1[48]
- インドネシア: beIN Sports
- イスラエル: MTV
- イタリア: Rai 1、Rai Radio 2、MTV, VH1、コメディ・セントラル、MTV Music、ナショナルジオグラフィック
- アイルランド: RTÉ2、RTÉ 2FM[56]
- 日本: フジテレビ[3][57]
- ラオス: beIN Sports
- マレーシア: beIN Sports
- メキシコ: コメディ・セントラル、MTV、MTV Hits、Paramount Channel、VH1、VH1 HD、VH1 MegaHits、AXN、Sony Channel
- 中東: beIN Sports
- ミャンマー: Canal+ Gita[48]
- オランダ: MTV
- ニュージーランド: beIN Sports、MTV
- ノルウェー: TV 2[48]
- パラグアイ: TNT
- ペルー: TNT
- フィリピン: beIN Sports
- ポーランド: Canal+、MTV、Paramount Channel、コメディ・セントラル[48]
- ポルトガル: TVI[48]
- ルーマニア: MTV、コメディ・セントラル
- ロシア: MTV
- シンガポール: MediaCorp Channel 5[58]、 meWatch.sg、beIN Sports
- 南アフリカ共和国: Vuzu
- 韓国: SBS MTV、ナショナルジオグラフィック[59]
- 東南アジア: コメディ・セントラル、MTV、Paramount Channel、ナショナルジオグラフィック
- スペイン: La 1[48]、 MTV
- スウェーデン: SVT1、TV4[48]、パラマウント・ネットワーク
- スイス: MTV、コメディ・セントラル
- アメリカ: NBC、ABC、CBS、CW、Univisión、バイアコムCBS(BET、BET Her、CMT、コメディ・セントラル、Logo TV、MTV、MTV2、MTV Classic、MTV Live、Nick at Nite、パラマウント・ネットワーク、Pop、Tr3s、TV Land、VH1[46])、NBCユニバーサル(Bravo、E!、MSNBC、NBCSN、Syfy、Universo、USAネットワーク[47])、ウォルト・ディズニー・テレビジョン(フリーフォーム、ナショナルジオグラフィック)、Katz Broadcasting(Bounce TV、Laff[48])、ブルームバーグテレビジョン、AXS TV[60]、iHeartMedia
- イギリス: BBC One[61]、Channel 5[46]、 MTV、MTV Music、Club MTV、MTV Hits、MTV Rocks、MTV Base、MTV OMG
- タイ: beIN Sports
- トルコ: ナショナルジオグラフィック、beIn Sports
- アラブ首長国連邦: Dubai TV[62]
- ウルグアイ: TNT
- ベネズエラ: TNT、AXN、Sony Channel
- ベトナム: K+ NS

Additional sources: GlobalCitizen.org

#### オンラインストリーミング
ストリーミングではApple、Facebook、Instagram、LiveXLive、Prime Video、Tidal、TuneIn、Twitch、Twitter、Roblox、Yahoo!、YouTubeで全世界に同時生配信が行われ、日本ではHuluでの同時生配信が行われた。また、Alibaba YoukuとTencentによる中国でのストリーミング配信を行うことが計画されていたが、行われなかった。理由については明らかされていない。

### 視聴率

#### カナダ
カナダではCTVで313万人、Globalで133万人が視聴した。

#### アメリカ合衆国
| 放送局                     | 視聴者数 |
| -------------------------- | -------- |
| NBC                        | 540万人  |
| ABC                        | 517万人  |
| CBS                        | 409万人  |
| MSNBC                      | 170万人  |
| CW                         | 55万人   |
| Nick at Nite               | 33万人   |
| USAネットワーク            | 28万人   |
| BET                        | 28万人   |
| ナショナルジオグラフィック | 27万人   |
| コメディ・セントラル       | 26万人   |
| フリーフォーム             | 25万人   |
| TV Land                    | 24万人   |
| Syfy                       | 18万人   |
| MTV                        | 14万人   |
| パラマウント・ネットワーク | 14万人   |
| VH1                        | 13万人   |

  地上波ネットワーク
  ケーブルネットワーク

## 影響
「One World: Together at Home」は、イベントで演奏された楽曲の売上を伸ばした。4月18日、ショーで演奏された曲は前日比735%増加の12,000以上ものデジタルダウンロードを売り上げた。 最も売れたのは、テイラー・スウィフトの「Soon You'll Get Better」、マルーマの「Carnaval」、 ケイシー・マスグレイヴスの「Rainbow」で全体の42％を占めた。また、プレイベントの間に演奏された曲は前日比75％増加の6,000を売り上げた。